# All Those Years Ago
All Those Years Ago je píseň slavného britského hudebníka a bývalého člena skupiny The Beatles George Harrisona, vydaná roku 1981 jako singl v rámci jeho alba Somewhere in England. Jedná se o tribute nahraný na počest jeho dlouholetého spoluhráče Johna Lennona, který byl 8. prosince 1980 zavražděn v New Yorku. Tento singl byl ve Spojených státech vydán 11. května 1981, kde v žebříčku Billboard Hot 100 setrval po dobu tří týdnů na druhé příčce. Ve Velké Británii byl vydán 15. května téhož roku a zde se umístil na třináctém místě v žebříčku UK Singles Chart.

## Obsazení
- George Harrison – zpěv, vokály, elektrická kytara, syntezátor
- Al Kooper – elektrické piano
- Herbie Flowers – basová kytara
- Ringo Starr – bubny
- Ray Cooper – tamburína
- Paul McCartney – vokály
- Linda McCartney – vokály
- Denny Laine – vokály